# Alexey Sobolev
Pour les articles homonymes, voir Sobolev.
Alexey Sobolev, né le 1er septembre 1991, est un snowboardeur russe spécialiste de slopestyle et de big air.

## Biographie
Il débute en Coupe du monde en 2009 à Moscou. En 2011,, il remporte sa première épreuve au slopestyle de Bardonnèche et monte sur un podium en big air à Stockholm. Il participe en 2014 aux Jeux olympiques de Sotchi en Russie. 

## Palmarès

### Jeux olympiques d'hiver
| Épreuve / Édition | Sotchi 2014 |
| Slopestyle        | 20e         |

### Championnats du monde
| Édition/Discipline | Slopestyle | Big Air |
| Mondiaux 2011      | 35e        |         |
| Mondiaux 2013      | 22e        | 4e      |
| Mondiaux 2015      | 32e        | 20e     |

### Coupe du monde
- Meilleur classement en freestyle : 9e en 2012.
- 2 podiums dont 1 victoire